# Сулехов
Сулехов (пољ. Sulechów) је град у Пољској у Војводству Лубушком у Повјату зјелоногорском. Према попису становништва из 2019. у граду је живело 16.925 становника.

## Становништво
Према прелиминарним подацима са пописа, у граду је 2018. живело 16.925 становника.
| 2002.  | 2011.  | 2019.  |
| ------ | ------ | ------ |
| 18.118 | 17.752 | 16.925 |